# Callum Booth-Ford
Callum Booth-Ford (Cheshire, 24 dicembre 2006) è un attore britannico.

## Biografia
Callum Booth-Ford nasce nel Cheshire il 24 dicembre 2006.
La sua carriera televisiva inizia nel 2018 nel ruolo di Max, un bambino alle prese con il processo di cambio di sesso nella miniserie Butterfly, prosegue nel 2019 con Do not disturb, e continua a partire sempre dal 2019 con Peaky Blinders, in cui interpreta il ruolo di Karl Thorne, figlio di Ada Shelby e Freddie Thorne.

## Filmografia

### Televisione
- Butterfly, regia di Anthony Byrne – miniserie TV (2018)
- Do Not Disturb – serie TV, 1 episodio (2019)
- Peaky Blinders – serie TV, 5 episodi (2019-2022)